# Bolbitis changjiangensis
Bolbitis changjiangensis är en träjonväxtart som beskrevs av F.G.Wang och F.W.Xing. Bolbitis changjiangensis ingår i släktet Bolbitis och familjen Dryopteridaceae. Inga underarter finns listade.